# 1990-es horvátországi országgyűlési választás
1990. április 22. és 23. között parlamenti választásokat tartottak a Horvát Szocialista Köztársaságban, melynek második fordulójára május 6–7-én került sor. Ezek voltak az első szabad, többpárti választások Horvátországban 1938 óta, és az első ilyen választások a horvát parlamentben 1913 óta. A választók a háromkamarás parlamentben 356 helyre választottak jelölteket; a részvételi arány az első fordulóban a különböző parlamenti kamarákban 76,56% és 84,54% között mozgott. A második fordulóban 74,82 százalékos volt a részvétel. A Horvát Demokratikus Közösség (HDZ) 205 mandátumot szerzett, mellyel kiszorította a hatalomból a Horvátországi Kommunisták Szövetségének utódpártját, a Horvátországi Kommunisták Szövetsége – Demokratikus Változások Pártját (SKH-SDP), és véget vetett a 45 éves kommunista uralomnak Horvátországban. Az új parlament május 30-án ült össze először, és a horvát elnökség elnökévé a HDZ elnökét, Franjo Tuđmant választotta meg, majd nem sokkal ezután a tisztséget Horvátország elnökére nevezte át.
A választásra a Jugoszláv Föderáción belüli politikai válság, a Jugoszláv Kommunisták Szövetségének (SKJ) felbomlása, valamint a horvátok és szerbek közötti növekvő etnikai feszültség idején került sor. Bár a szakértők széles köre az SKH-SDP győzelmét várta a választásokon, a HDZ kihasználta, hogy a nemzetiségi és politikai reformkérdések aggodalomra adtak okot, és nagy fölénnyel győzött. A választások után az SKH-SDP elvesztette tagságának nagy részét, akik közül sokan átlépték a párthatárokat és csatlakoztak a HDZ-hez. A választási kampány fokozta az etnikai rivalizálást, és a kölcsönösen provokatív akciók mély bizalmatlansághoz vezettek. A félelmet tovább szították a szomszédos Szerb Szocialista Köztársaság hatóságai. A választásokat követő hónapokban a horvát parlament úgy módosította Horvátország alkotmányát, hogy a köztársaság hivatalos nevéből eltávolította a „szocialista” kifejezést, valamint eltávolította a kommunista szimbólumokat Horvátország zászlajáról és címeréről.

## Előzmények
1989. december 10-én, egy nappal a párt 11. kongresszusa előtt a Horvátországi Kommunisták Szövetsége (SKH) Központi Bizottsága rendkívüli ülést tartott. A testület hét-hat arányban, szavazattöbbséggel úgy döntött, hogy a következő, 1990 elején esedékes választás szabad, többpárti választás lesz. A kongresszuson a Központi Bizottság döntését támogató Ivica Račan kis fölénnyel nyerte el az SKH elnöki posztját. Račan győzelme utat nyitott a liberális és reformista kezdeményezéseknek a politikai közigazgatás területén. A kongresszus emellett támogatta az összes politikai fogoly szabadon bocsátását és minden politikai per megszüntetését. Az SKH-politika ezen változásán felbuzdulva 1990. január 11-én a horvát parlament törvénymódosítással engedélyezte az SKH-n kívüli politikai pártok létrehozását. Annak ellenére, hogy az SKH Központi Bizottságának 1989. december 10-iki döntése egybeesett egy szabad, többpárti választásokat követelő petíció aláírásával, az SKH lépését nem a közvélemény motiválta. Ennek alapja az SKH azon szándéka volt, hogy a választási győzelem révén nagyobb hatalmat és társadalmi támogatást érjenek el.
Az SKH liberalizációs és reformtervei tovább bővültek. A Szlovén Kommunisták Szövetségével (ZKS) javaslatot terjesztett elő többpárti választások megtartására és az SKJ reformjára, a politikai pártok laza konföderációjának kialakítására, amelyben az SKJ-nek nem lett volna hatalma a társult pártok felett, így gyakorlatilag kiiktatta volna az SKJ-t a politikai életből. A javaslatot az SKJ 1990. január 22-én megtartott 14. rendkívüli kongresszusán, amelyen elsősorban a ZKS és a Slobodan Milošević vezette szerb küldöttség között konfrontáció alakult ki, a küldöttek többsége támogatta. A ZKS minden javaslatát elutasították, a szlovén küldöttek pedig tiltakozásul távoztak. Az SKH képviselői ezután a kongresszus elnapolását követelték, de a szerb és montenegrói küldöttek inkább a szlovének nélkül folytatták volna a kongresszust. Válaszul az SKH küldöttei is elhagyták a kongresszust, ami gyakorlatilag az SKJ végét jelentette.

## Választási jogszabályok
Február 15-én a horvát parlament elfogadta a Horvát Szocialista Köztársaság alkotmányának módosításait, és a többpárti választások megkönnyítése érdekében választási törvénycsomagot fogadott el, de a parlamenti rendszert változatlanul hagyta. A háromkamarás parlamentnek, amely a társadalmi-politikai tanácsból (80 hely), a társultmunka-tanácsból (160 hely) és a községek tanácsából (116 hely) állt, mind a 356 mandátumára választást terveztek. A választójogi törvény minden parlamenti kamara számára választókerületeket határozott meg, amelyek mérete igen eltérő volt. A társadalmi-politikai tanács nyolcvan választókerülete sok kis települést, illetve olyan nagyobb települések részeit foglalta magába, amelyek lakossága kevesebb, mint 32 000-től több mint 80 000-ig terjedt. A községek tanácsa választókerületei azoknak a településeknek feleltek meg, melyek kevesebb, mint 1000 főtől több, mint 150 000 főt számláltak. A társultmunka-tanács tagjait 160 választókerületben választották meg, amelyek lakosságszáma is nagyban változott. A társultmunka-tanács választásain nem volt általános választójog; a szavazást a munkavállalókra, az önálló vállalkozókra és a diákokra korlátozták.
A választási törvény a szavazás kétfordulós rendszerét határozta meg. A választókerületekben az első körben azok a jelöltek nyerték meg a választást, akik a választókerület legalább 33,3%-ától megkapták a szavazatok 50%-át. Ha egyik jelölt sem kapta meg a szükséges támogatást, két héttel később második fordulót tűztek ki, amelyben minden olyan jelölt részt vehetett, aki az első fordulóban a szavazatok legalább 7 százalékát megszerezte. Itt már a legtöbb szavazatot – nem feltétlenül abszolút többséget – kapott jelölt nyerte meg a körzetet. A kétfordulós rendszert az arányos képviselet követelő ellenzékiek tiltakozása ellenére fogadták el. A választás első fordulóját április 22–23-ra, a második fordulót május 6–7-re tervezték.

## Politikai pártok
Az első ellenzéki csoportok Horvátországban még civil egyesületként 1989-ben jöttek létre. Az első megalakult párt a Horvát Szociálliberális Unió (Hrvatski socijalno-liberalni savez – HSLS) volt, amelyet 1989. május 20-án alapítottak, és később Horvát Szociálliberális Pártra (Hrvatska socijalno-liberalna stranka – HSLS) keresztelték át. A később az SKH fő ellenzékévé váló Horvát Demokratikus Közösség (Hrvatska demokratska zajednica – HDZ) 1989. június 17-én alakult meg, de csak 1990. január 25-én jegyezték be. A HDZ 1990. február 24–25-én tartotta első kongresszusát, amikor Franjo Tuđmant választották meg elnökének. 1990. március 1-jén megalakult a Népi Egyetértés Koalíciója (Koalicija narodnog sporazuma – KNS), amely a Horvát Kereszténydemokrata Pártból, (Hrvatska kršćanska demokratska stranka – HKDS), a Horvát Szociáldemokrata Pártból (Socijaldemokratska stranka Hrvatske – SDSH), a Horvát Demokrata Pártból (Hrvatska demokratska stranka – HDS) a HSLS-ből és öt független jelöltből (Savka Dabčević-Kučar, Ivan Supek, Miko Tripalo, Dragutin Haramija és Srećko Bijelić, valamennyien az 1971-es horvát tavasz politikai mozgalom kiemelkedő alakjai voltak) állt.
1990. február 17-én megalakult a Szerb Demokrata Párt, de ennek szervezetét nem sikerült jelentősen kiterjeszteni Knin határain túlra.  Általában véve a felek szervezőkészsége jelentősen eltért; minden választókerületben csak az SKH jelöltjei indultak a választáson. A HDZ 82 választókerületben nem állított jelöltet (25-öt a községek tanácsában és 57-et pedig a társultmunka-tanácsban).
Február 5-én a horvát hatóságok nyilvántartásba vették az első hét politikai pártot, köztük az SKH-t, a HDZ-t, a HSLS-t és a KNS számos más tagját. A választáson tizennyolc politikai párt és számos független jelölt vett részt. Összesen 1609 jelölt indult a parlamenti mandátumokért. Március 20-án az SKH úgy döntött, hogy Horvátországi Kommunisták Szövetsége – Demokratikus Reform Pártra (Savez komunista Hrvatske – Stranka demokratskih promjena – SKH-SDP) változtatja a nevét.

## A választási kampány

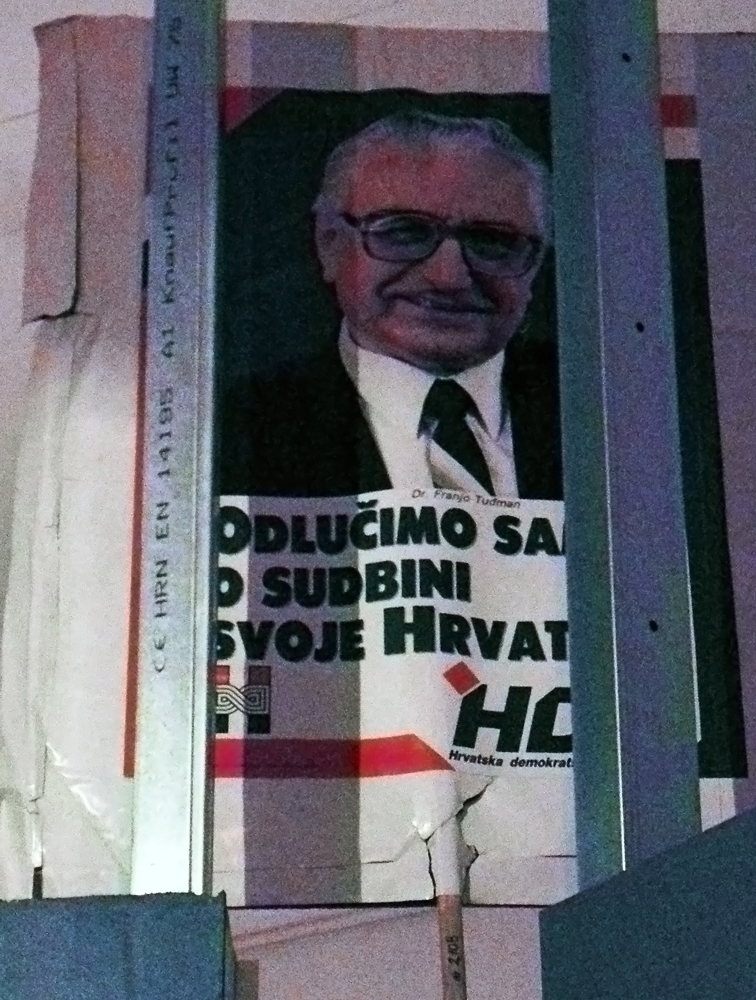
A HDZ választási plakátja a Horvát Történeti Múzeumban

A választási kampány hagyományos eszközök és koncepciók keverékét alkalmazva, amelyeket a nyugati választási kampányok ihlettek, március végétől április 20-ig zajlott. A kampány nagyrészt plakátok, horvát címert viselő zászlók, falfirkák, jelvények, matricák, szórakoztató programok és médiatámogatás, valamint politikai gyűlések felhasználásával járt. A felek szóbeszédre, médiamanipulációra, de még a paranoiára is támaszkodtak. A politikai tapasztalatok általános hiánya kínos, gusztustalan vagy egyébként rossz szlogenek és plakátok használatához vezetett. Az SKH-SDP plakátjait nagyrészt Račannak és üzenetei uralták: „Elhagytuk az együgyűséget, elértük a demokráciát, Horvátország szabadon választ” és „Račan NEM az együgyűségre”. A HDZ egyszerű üzeneteket használt: „Az ember tudja – HDZ” és „HDZ – a nevünk a mi programunk”,, míg a KNS egy sakktábla képét használta a „Koalicija” (Koalíció) szót írva a mezőibe. A kampány kezdeti szakaszában általában az SDP-SKH győzelmét várták; de a The Economist egy koalíciós kormány megalakulását jósolta.
Az egész kampányt a nemzet és a választások/demokrácia témái uralták; a gazdasági kérdések háromszor ritkábban voltak képviselve, mint bármelyik előző kérdés. Ha külön elemezzük a HDZ, az SKH-SDP és a KNS esetében is hasonló téma állt kampány fókuszában: Jugoszlávia lazább konföderációvá való szerkezetátalakításának témája, de ha ez nem sikerül – amint azt Tuđman hangsúlyozta – a függetlenség kivívása. Az SKH-SDP számára a választások elsősorban azt jelentették, hogy a jugoszláv föderációt kell megreformálni, míg a HDZ esetében a prioritás a horvát állam felépítése volt.
A szavazást megelőzően a horvátok 15%-a nyilatkozott úgy, hogy támogatja a függetlenséget, 64%-a pedig a javasolt konföderáció mellett nyilatkozott. 37%-uk szerint a függetlenség volt a politikai prioritás. A pártok a kampány során fokozatosan alakították ki etnikai profiljukat. Míg az SDS kizárólag a szerb szavazókat szólította meg, a felmérések szerint a HDZ szavazóinak 98%-a horvát volt. A KNS mérsékelten nacionalista retorikát alkalmazott, de ebben nem tudta a HDZ-t komolyan felülmúlni. A növekvő szerb és horvátországi szerb nacionalizmus egyre inkább arra késztette a horvát szavazókat, hogy támogassák a HDZ-t. Az SKH-SDP választói etnikailag vegyesek voltak. A felmérések szerint támogatóinak 52%-a horvát, 28%-a szerb, 17%-a pedig jugoszlávnak vallotta magát. A horvátországi szerbek közül csak 23% támogatta az SDS-t, míg 46% az SKH-SDP-t részesítette előnyben. Végül a HDZ lett a leghitelesebb antikommunista párt Horvátországban, elutasítva az önkényuralmat és a korrupciót, amelyet sok horvát 45 éves kommunista uralommal hozott összefüggésbe, egyben erősítette Horvátország nemzeti és vallási identitást.

### A média szerepe
A horvátországi mainstream média nagyrészt jobboldali nacionalistákként, gyakran szélsőségesekként ábrázolta Tuđmant és a HDZ-t, mint akik fenyegetik Jugoszlávia egységes államként való fennmaradását. Ezek az elemzések a párt vezetőinek különösen a HDZ közgyűlésén elhangzott felszólalásai, valamint egymásnak ellentmondó sajtónyilatkozatai nyomán készültek, amelyek megnehezítették annak megítélését, hogy ez csupán választási taktika, vagy a párt szándéka ténylegesen a horvát nacionalizmus ösztönzése volt. A horvát közvélemény úgy tekintett a HDZ-re, mint az egyetlen olyan pártra, amely hatékonyan képes „megvédeni Horvátország nemzeti érdekeit”. Az SKH-SDP-t a mérsékeltek pártjaként ábrázolták A horvát média kerülte a „horvát nemzeti érdekek” kifejezés fő beszédtémaként való használatát, attól tartva, hogy elveszti a horvátországi szerb szavazók támogatását. A KNS a kettő között helyezkedett el, de az inkoherens megközelítés és a nemzeti kérdések helyett az egyéni jogokra helyezett nagyobb hangsúly sok szavazatába került.
1988 közepétől kezdődően a mainstream szerb média arról számolt be, hogy Horvátország támogatja az albán szeparatizmust Koszovói Autonóm Tartományban, és elnyomja a horvátországi szerbeket, hogy nyomást gyakoroljon Szerbia vezetőire. A média erősen bírálta a HDZ-t, és a második világháború alatt Horvátországot irányító fasiszta usztasa mozgalommal azonosította, miközben a HDZ választási győzelmének lehetőségét a fasiszta Független Horvát Állam (NDH) újjáélesztéseként ábrázolták. Ez a retorika tovább erősödött, miután Tuđman azt mondta, hogy az NDH „nem pusztán egy quisling-konstrukció, hanem a horvát nemzet történelmi törekvéseinek kifejezése is volt”. Következésképpen a szerb média a HDZ választási győzelmét a szerbek második világháború alatti lemészárlásának, deportálásának és erőszakos áttérítésénak megismétlődésével tette egyenlővé. A média 1989 óta kritizálta az SKH-SDP-t is, mivel az nem hatékony a horvát nacionalizmus térnyerésének megállításában, míg az SDS-t a horvátországi szerbek egyetlen reményeként, nemzeti identitásuk megőrzésének biztosítékaként mutatták be.

### A Petrova Gora-i nagygyűlés
Jelentős hatással volt az etnikai homogenizációra a Petrova Gorában március 4-én tartott nagygyűlés. A rendezvény formálisan a választáson induló egyetlen párttal sem állt kapcsolatban; azt Vojnić és Vrginmost önkormányzata, valamint a Jugoszláv Független Demokrata Párt szervezte. Vrginmost akkori polgármestere szerint a két önkormányzat azért szervezte a nagygyűlést, hogy kifejezzék támogatásukat a titóista koncepció, a testvériség és egység mellett – amely szerint Jugoszlávia összes etnikai csoportja harmóniában élne – ahelyett, hogy hagyták volna szerb nacionalista rendezvénnyé válni. A tüntetésen több tízezer szerb vett részt, akik főleg jugoszlávpárti beszédeket hallottak a HDZ fenyegetéséről és a szerbek kedvezőtlen helyzetéről a horvát társadalomban. Az SKH-SDP eleve elítélte a tüntetést, mert az ártalmas az etnikumok közötti kapcsolatokra, és potenciálisan képes növelni a horvát nacionalizmust. A horvát média a nagygyűlést a szomszédos Szerbiában zajló antibürokratikus forradalomhoz kötötte, és a horvát kormány megdöntését követelő tiltakozásként ábrázolta. Ezzel szemben a szerb média az SKH-SDP-t a HDZ-vel azonosította, a teljes horvát politikai spektrumot nacionalistának nyilvánította, és azt mondta, hogy a szerbeknek nem szabad részt venniük a horvátországi választási folyamatban.

### A benkovaci nagygyűlés
A március 18-án Benkovacban megtartott HDZ nagygyűlés Horvátországban és Szerbiában is jelentős médiavisszhangot váltott ki, és jelentősen befolyásolta a választási kampányt körülvevő általános légkört. Az eseményre több ezer HDZ-támogató és több száz szerb ment el, akik kifütyülték a szónokokat és a hangszórókra rakétákat dobtak. Tuđman beszéde közben egy 62 éves szerb férfi, Boško Čubrilović lépett a pódiumhoz. Amikor a biztonságiak megállították, Čubrilović előhúzott egy gázpisztolyt. Ekkor a földre nyomták; a fegyvert elkobozták és mint a Tuđman megölésére szánt fegyvert megmutatták a tömegnek. A tüntetés tömegverekedéssé fajult, amit a rendőrök fékeztek meg. A horvát média merényletnek minősítette az esetet. Čubrilovićot a biztonsági személyzet megfenyegetésével vádolták, amiért 1990 végén bíróság elé állították, és elítélték. Az incidens növelte az etnikai feszültségeket, és megmutatta, hogy az etnikai kérdések a választási kampány egyik fontos témáját képezik. A horvát média Horvátország destabilizálására tett kísérletnek minősítette az incidenst, míg a szerb média szerint a benkovaci események a horvátországi szerbek jogos félelmeit testesítették meg, amelyeket a Tuđman és a HDZ által megtestesített horvát nacionalizmus felemelkedése okozott.

## A választás és eredményei

### Az első forduló
Az április 22–23-iki szavazás első fordulójában 84,54 százalékos volt a részvétel a társadalmi-politikai tanácsban (összesen 2 875 061 szavazat). A HDZ a szavazatok 41,76%-át szerezte meg, ezt követte az SKH-SDP és a KNS 23,59, illetve 10,99%-kal. A községek tanácsa tagjainak megválasztásán a részvétel 84,09% volt (összesen 3 433 548 szavazat); itt is a HDZ kapta a legtöbb voksot, megszerezve a leadott szavazatok 43,91%-át, majd ismét az SKH-SDP és a KNS követte a szavazatok 25,28, illetve 9,37%-ával. A társultmunka-tanács tagjainak megválasztásán a részvétel 76,53% volt (összesen 1 455 365 szavazat). A HDZ a leadott szavazatok 32,69%-át kapta, ezt követte az SKH-SDP 25,06%-kal. A független jelöltek a szavazatok 19,75%-át, a KNS 10,39%-át szerezte meg.
A szavazás első fordulója a parlament három kamarájában a 356 mandátumból 137-et döntött el. A HDZ ebből 107-et nyert, míg az SKH-SDP 14 mandátumot kapott egymaga, és további hármat a Szocialista Szövetség – Horvát Szocialisták Szövetségével (Socijalistički savez – Savez socijalista Hrvatske – SS-SSH) koalícióban. A fennmaradó 13 helyen független jelöltek és négy másik párt osztoztak. A KNS egy mandátumot kapott. A KNS gyenge eredménye miatt a HDS kilépett a koalícióból, és önállóan folytatta a kampányt. Az eredmények kihirdetése után döbbent rá az SKH-SDP, hogy elveszíti a választásokat; Račan kijelentette, hogy az SKH-SDP erős ellenzéki párt lesz. Tuđman kijelentette, hogy a HDZ hatalomra kerülésével nem folytat majd bosszúhadjáratot az SKH-SDP tagjai ellen, akik a HDZ támogatóit elbocsátották állásukból, de a HDZ nézeteit ellenzőket eltávolíthatják a közhivatalokból.

### A második forduló

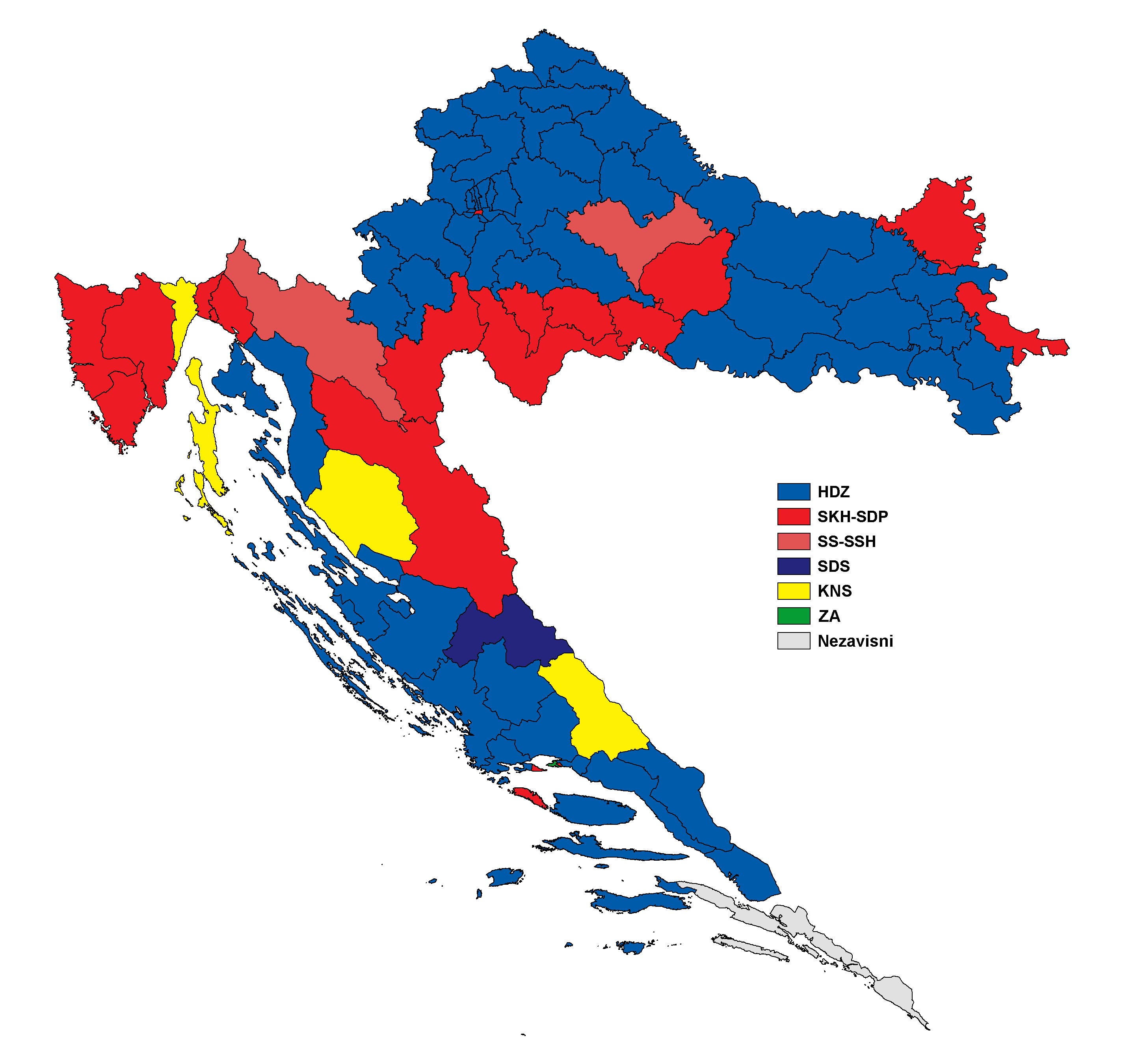
A választás végeredménye

A szavazás második fordulóját május 6–7-én tartották. A társadalmi-politikai tanács tagjainak választását 51 választókerületben kellett megtartani, ahol a részvétel 74,82%-os volt (összesen 1 678 412 szavazat). A HDZ a szavazatok 42,18%-át szerezte meg, ezt követte az SKH-SDP 27,52%-kal és a KNS 9,89%-kal. A községek tanácsa tagjainak megválasztásán a részvétel 74,58% volt (összesen 1 589 894 szavazat). A HDZ végzett az élen a leadott szavazatok 41,50%-ával, itt is az SKH-SDP és a KNS követte a szavazatok 33,28, illetve 8,19%-ával. A társultmunka-tanács tagjainak megválasztása 103 választókerületben zajlott, a részvétel 66,05% volt (összesen 847 288 szavazat). Az SKH-SDP a leadott szavazatok 31,56%-át kapta, ezt követte a HDZ 28,32%-kal. A független jelöltek 13,26%-ot kaptak, a KNS pedig a szavazatok 10,95%-át szerezte meg.
A második forduló további 214 mandátumról döntött a parlamentben. Az első fordulóban szerzett mandátumokon felül a HDZ 98, míg az SKH-SDP egyedül, illetve az SS-SSH-val koalícióban 73 mandátumot kapott. A két fordulós szavazáson 351 mandátum sorsa dőlt el a parlament három kamarájában. A HDZ egyedül 205 mandátumot szerzett, négyet pedig a Horvát Parasztpárttal (Hrvatska seljačka stranka – HSS) (2) és a HSLS-sel (2) közösen, az SKH-SDP egyedül 73 mandátumot szerzett, további 23-at pedig az SKH-SDP és más politikai szervezetek által közösen támogatott jelöltek szereztek. További mandátumot szerzett pártok a KNS (11), a HDS (10), az SDS (5), az SS-SSH (4), a HSS (1) és az SSOH (1) voltak. Egy helyet a Đurđevaci Független Vállalkozók Szövetsége, 13-at pedig független jelöltek szereztek meg.
Azokon a területeken, ahol a horvátok képviselték az abszolút többséget általában mindkét szavazási fordulóban a HDZ teljesített a legjobban. Az SKH-SDP jól szerepelt a Banovina, a Kordun és Lika etnikailag vegyes területein. Jól szerepelt az Isztriában és a nagyobb városokban is, különösen Splitben, Fiumében és Eszéken is – ezt az ottani lakosság társadalmi-gazdasági helyzetével magyarázták – viszont jelentős vereséget szenvedett Zágrábban.

## Következmények
A választások voltak az első szabad és többpárti választások Horvátországban az 1938. december 11-iki nemzetgyűlési választás óta, és az első horvát parlamenti választások 1913. december 16. óta. A HDZ választási győzelmét az SKH-SDP belenyugvással fogadta, de a vereség a párt taglétszámának jelentős csökkenéséhez vezetett. Az SKH-SDP-ből kilépők között voltak tradicionalista kommunisták és horvátországi szerb párttagok is, akik Borislav Mikelić példáját követték. Az SKH-SDP 97 000 tagja változtatta meg politikai nézeteit és csatlakozott a HDZ-hez. Júniusra az SKH-SDP tagsága 298 000-ről 46 000-re csökkent.
A horvátországi és a szomszédos szlovéniai rendszerváltással egyidejűleg a Jugoszláv Néphadsereg vezérkara, hogy minimalizálja a két köztársaság fegyveres ellenállásának lehetőségét, elrendelte a Horvát és Szlovén Területvédelem (Teritorijalna obrana –  TO) fegyvereinek begyűjtését. A tervet május 14-én, az újonnan megválasztott parlament összeülése előtt hajtották végre. A szlovén hatóságokkal ellentétben – amelyek megmentették a TO fegyvereinek közel egyharmadát – Horvátországot felkészületlenül érte az intézkedés, és a JNA lefoglalta az összes horvát TO fegyvert, hatékonyan lefegyverezve a köztársaság biztonsági erőit. Kivételt képeztek szerbek lakta területek, ahol a helyi TO-raktárakat érintetlenül hagyták, illetve a JNA még bővítette is a készletet. A fegyvereket csak 1991 végén, a laktanyacsata utóhatásaként szolgáltatta vissza a JNA.

### Az új parlament

A parlament összetétele a választás után

Az újonnan megválasztott parlament május 30-án ült össze, és titkos szavazáson 281 szavazattal 50 ellenében Tuđmant választotta meg Horvátország elnökévé. Žarko Domljant a parlament elnökévé, Stjepan Mesićet pedig miniszterelnökké választották. Az SDS vezetőjének Jovan Raškovićnak helyet ajánlottak a kormányban, de ő elutasította az ajánlatot. Tuđmannak a választások első fordulóját követő bejelentésével összhangban az új kormány hamarosan megkezdte a közhivatalok megtisztítását a szerbektől. Ez elsősorban a rendőrségre vonatkozott, ahol a szerbek az állomány mintegy 75%-át tették ki, ami aránytalanul sok volt a népességben levő arányukhoz (12%) képest. Tuđman ösztönözte a szerbek elbocsátását a rendőrségről és horvátokkal való helyettesítését, ezzel 1992 novemberére 28%-ra csökkentette a szerbek arányát a rendőrségben. Hasonló politikát alkalmaztak az igazságszolgáltatásban, a médiában és az oktatási rendszerben is, majd ezt kiterjesztették másokra is, akik nem értettek egyet a HDZ-vel.
A választásokat követően Tuđman, felismerve Horvátország sebezhetőségét egy esetleges fegyveres konfliktusban, vonakodott a függetlenség elérése felé haladni. A parlament első ülésén beszédet mondott a képviselőkhöz és kijelölte a kormány azonnali feladatait; új alkotmány elfogadása, Horvátország Jugoszlávián belüli helyzete kérdésének megoldása, valamint függetlenségének és fejlődésének biztosítása érdekében az Európai Közösségbe való integrálása.
1990. június 29-én a parlament elkezdte tárgyalni Horvátország alkotmányának módosítását, amelyek célja a kommunizmusra és a szocializmusra való minden hivatkozás eltávolítása volt. A módosításokat július 25-én fogadták el. A köztársaság hivatalos neve Horvát Köztársaságra változott, az elnökség elnöke Horvátország köztársasági elnöke lett, és új címert fogadtak el, mely 25 piros-fehér mezőből álló „šahovnicát” (sakktábla motívumot) tartalmazott, amely a vörös csillagot váltotta az ország zászlaján. A címerben és a zászlón használt šahovnicát a szerbek provokációként értelmezték, mivel az a rossz emlékű NDH-ra és az usztasákra emlékeztette őket. A jelképet ugyan a második világháborúban a náci bábrendszer használta, de a jelképet a horvátok Jugoszlávia részeként is használták. Ennek ellenére a szerbek fenyegetőnek tartották a szimbólumot.

### Szerb reakciók
A horvátországi szerb nacionalizmus már jóval a HDZ hatalomátvétele előtt kialakult, de a törvényhozás és különösen a HDZ által használt nacionalista retorika még tovább táplálta ezt. Kninben már a választások előtt megalakult a szerb önkormányzatok szövetsége. A térségben Szerbia hatóságai által felfegyverzett civilek járőröztek, miközben a horvát ellenőrzés tovább gyengült. A szerb kormány a HDZ választási győzelmére azzal reagált, súlyosbítva az amúgy is feszült helyzetet, és támogatva az SDS soraiban megbúvó szélsőségeseket, hogy a horvát hatóságok csak ártani akartak a horvátországi szerbeknek. A HDZ szélsőségeseinek provokatív akciói tovább szolgálták az SDS keményvonalasainak félelmet keltő céljait.
Július 25-én, néhány órával azután, hogy a parlament elfogadta a módosításokat, Srbben egy politikai tüntetésen megalakult a Szerb Nemzeti Tanács (SNC), és elfogadták a szerb nemzet autonómiájáról és szuverenitásáról szóló nyilatkozatot. Augusztus 1-jén Kninben ülésezett az SNC, és Milan Babićot választotta meg elnökévé, valamint Horvátország szerb többségű lakossággal rendelkező részeire népszavazást hirdetett a szerb autonómiáról. A népszavazás az augusztus 19-től szeptember 2-ig tartó időszakra volt ütemezve. A horvát hatóságok augusztus 3-án a tervet törvénytelennek nyilvánították.
Augusztus 17-én a horvát hatóságok elhatározták, hogy visszaállítják ellenőrzésüket Knin felett, és Benkovacon és Obrovacon keresztül rendőröket küldtek a város felé. A különleges rendőrség légideszant egységét erősítésként helikopterekkel szállították Zágrábból. Milan Martić knini rendőrfőnök azonban knini rendőröket vetett be a horvát erők ellen, és mozgósította a város környékén a tartalékosokat, hogy a városba vezető utakra fákat döntve akadályozzák meg a horvátok bejutását. Erről az esemény a rönkforradalom nevet kapta. A JNA kötelékébe tartozó Jugoszláv Légierő repülőgépeket vetett be a helikopterek elfogására, mire horvát hatóságok pedig meghátráltak. Az SNC által szervezett népszavazás támogatta a horvátországi szerbek „független státuszát”. Ezzel Babić megszilárdította a hatalmat a régió felett, amely hamarosan felvette a Krajinai Szerb Autonóm Terület (SAO Krajina) nevet. Ahogy az SAO Krajina fokozatosan megszilárdította és kiterjesztette ellenőrzése alatt álló területeket, 1991 márciusában és áprilisában Pakrácban és a Plitvicei-tavaknál fegyveres összecsapások történtek, amelyek kirobbantották a horvát függetlenségi háborút. Addigra a horvát parlament 37 etnikai szerb képviselője közül 28, köztük mind az öt SDS képviselő, elhagyta a parlamentet.

## Fordítás
Ez a szócikk részben vagy egészben  a(z)   1990 Croatian parliamentary election című angol Wikipédia-szócikk ezen változatának fordításán alapul.  Az eredeti cikk szerkesztőit annak laptörténete sorolja fel. Ez a jelzés csupán a megfogalmazás eredetét és a szerzői jogokat jelzi, nem szolgál a cikkben szereplő információk forrásmegjelöléseként.